# Gaviotas
Las gaviotas son un grupo de aves clasificadas dentro del orden Charadriiformes y familia Laridae, pertenecientes al suborden Lari. Están estrechamente relacionados con los charranes, (Sternidae), los cuales eran considerados una subfamilia de las gaviotas. Laridae está compuestos por diez géneros y cincuenta y seis especies. Hasta el siglo XXI, la mayoría de las gaviotas fueron colocadas en el género Larus, pero este arreglo es ahora conocido por ser polifilético, lo que lleva a la resurrección de varios géneros. 
Las gaviotas son aves entre medianas y grandes, grises al ser crías y cambian al plumaje blanco cuando se hacen adultas, a menudo con marcas negras en la cabeza o las alas. Habitualmente producen llamadas ásperas que recuerdan el llanto o gruñidos, poseen un pico robusto y largo y sus pies son palmeados. La mayoría de las gaviotas, particularmente las especies de Larus, son omnívoras, predominantemente carnívoras, anidan en el suelo y capturan comida viva o la roban de manera oportunista. Los alimentos vivos a menudo incluyen cangrejos y peces pequeños. Las gaviotas tienen mandíbulas desencajadas que les permite consumir grandes presas. Son aves muy vinculadas a las zonas costeras, si bien algunas especies, como la gaviota reidora, han colonizado zonas de interior y no es raro verlas en lagunas, embalses, lagos y cualquier masa de agua que les proporcione alimento, sin necesidad de retornar a la costa. Las especies grandes tardan hasta cuatro años en alcanzar el plumaje adulto completo, pero las especies pequeñas normalmente solo dos. Su esperanza de vida media suele ser elevada, con una edad máxima de cuarenta y nueve años para la gaviota argéntea.
Las gaviotas anidan en colonias grandes, densamente pobladas y ruidosas. Ponen dos o tres huevos moteados en nidos compuestos de vegetación. Los jóvenes son precoces, nacidos con manchas moteadas oscuras y son capaces de moverse al nacer.
Las gaviotas -las especies más grandes en particular- son aves ingeniosas, curiosas e inteligentes, que demuestran complejos métodos de comunicación y una estructura social altamente desarrollada. Por ejemplo, muchas colonias de gaviotas muestran comportamiento de acoso (mobbing en inglés), atacando y acosando a posibles predadores y otros intrusos. Ciertas especies (por ejemplo, la gaviota arenque) han exhibido un comportamiento de uso de la herramienta, utilizando trozos de pan como cebo con el cual coger peces de colores, por ejemplo. Muchas especies de gaviotas han aprendido a coexistir con éxito con los seres humanos y han prosperado en los hábitats humanos. Otros confían en el cleptoparasitismo para obtener sus alimentos. Se ha observado que las gaviotas atacan a las ballenas vivas, aterrizando en la ballena mientras se encuentra en la superficie, para picar hacia fuera pedazos de carne.

## Alimentación
Las gaviotas son ejemplares de aves marinas y son costeras. Su alimentación proviene de la pesca de peces, cangrejos, almejas, camarones, roedores, etc. De igual manera se alimenta de otras aves y suele comerse los huevos de otros pájaros y sus crías. También se alimenta de basura, es carroñera de todo tipo de desperdicios alimenticios.

## Lista de especies
Genus Larus

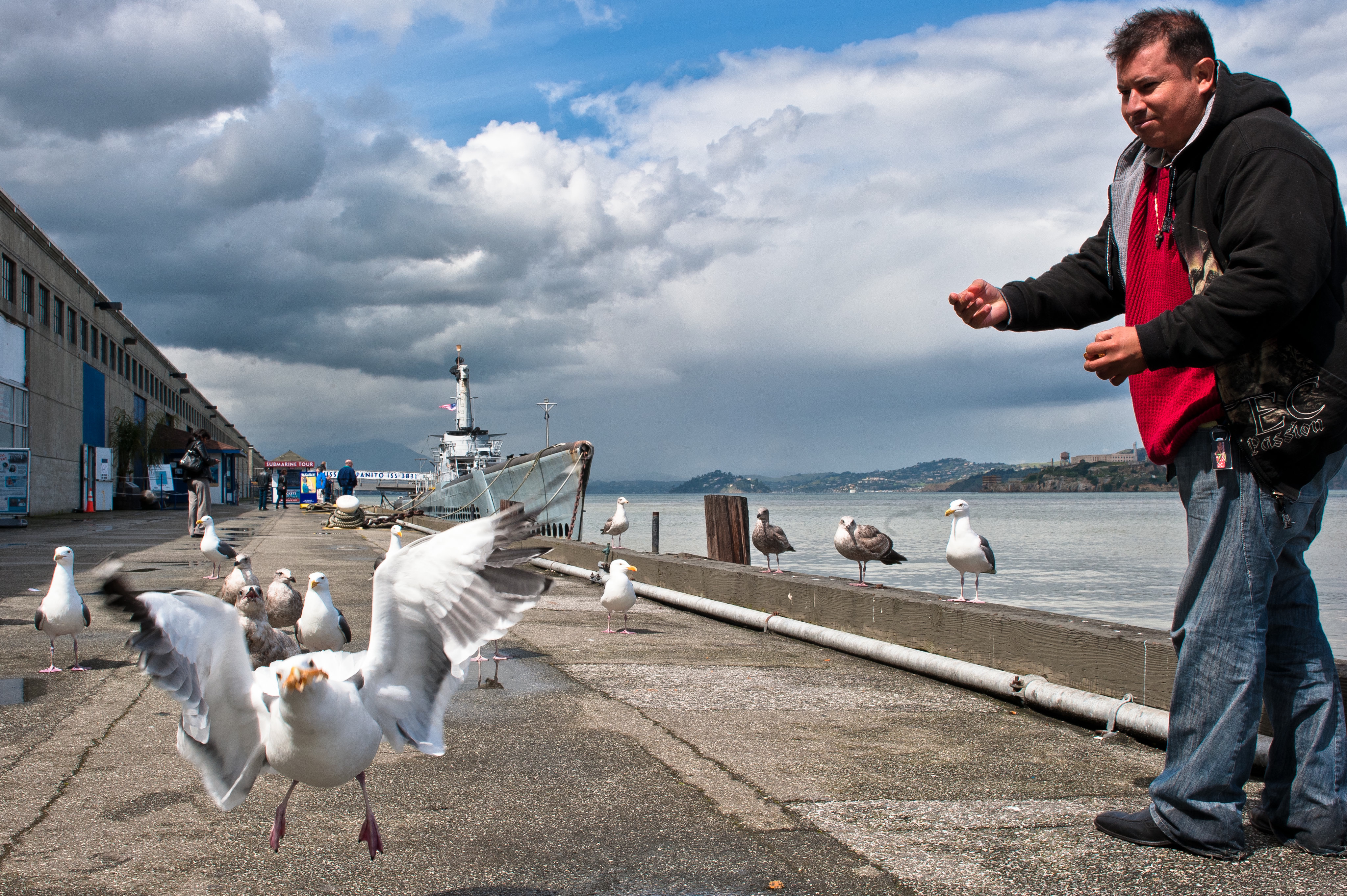
Las gaviotas adquieren alimento de los humanos tanto a través de la caridad como del robo

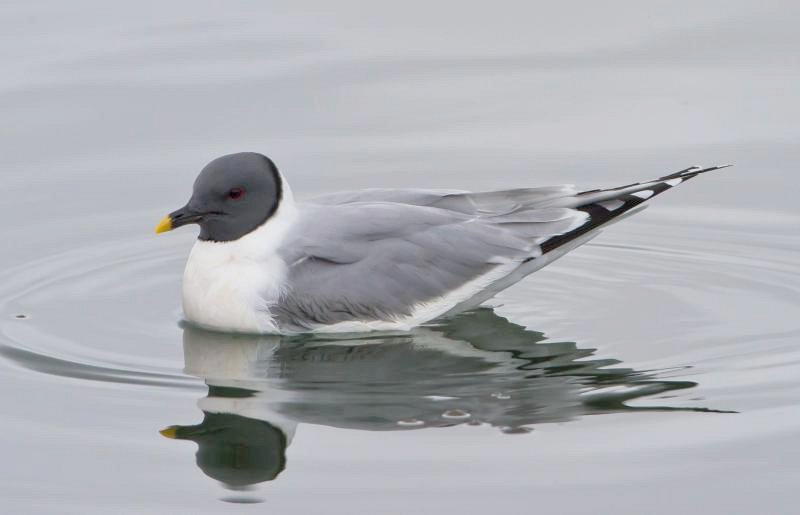
La gaviota de Sabine es la especie única en el genus Xema

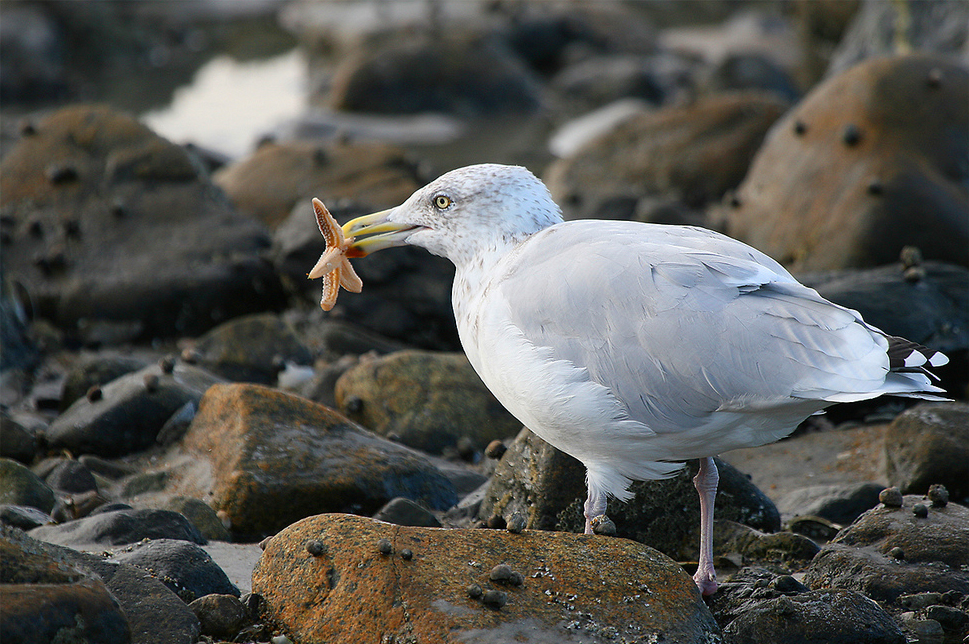
Gaviota argéntea americana alimentándose de una estrella de mar

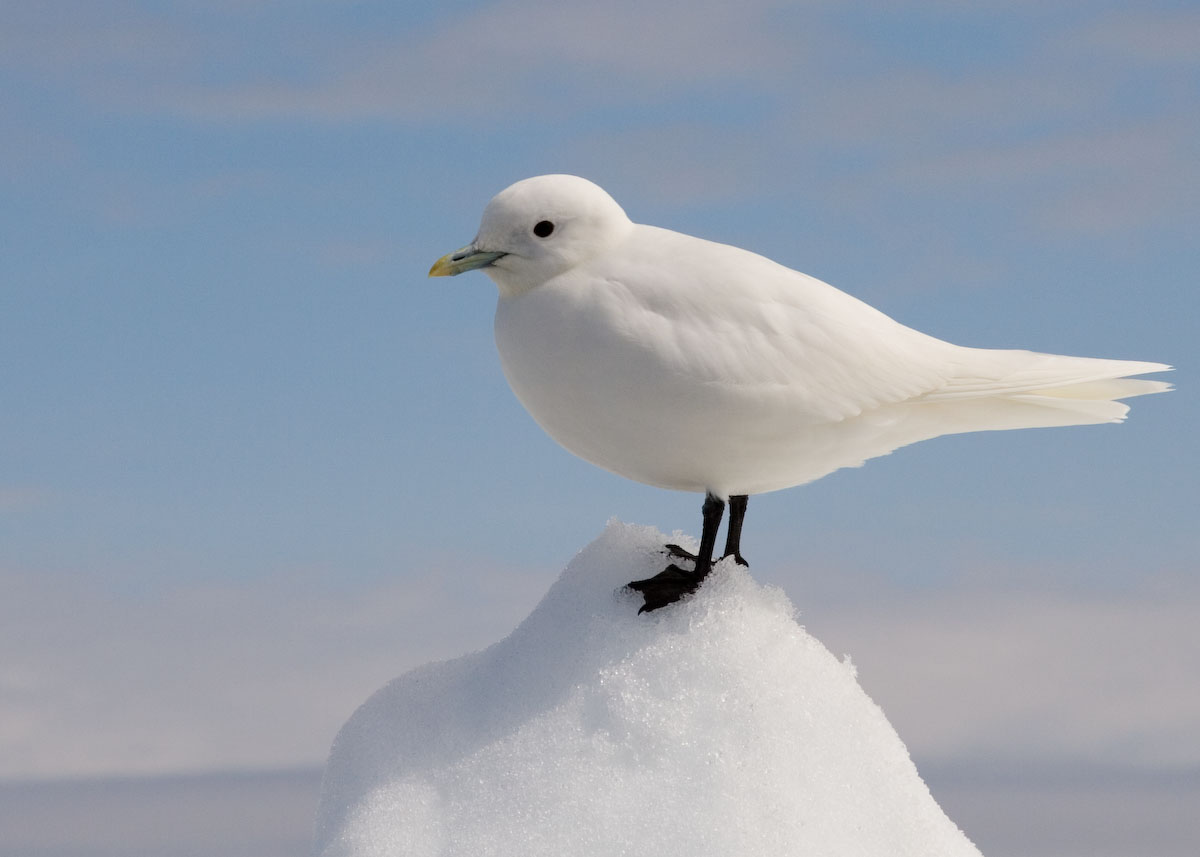
Gaviota de marfil

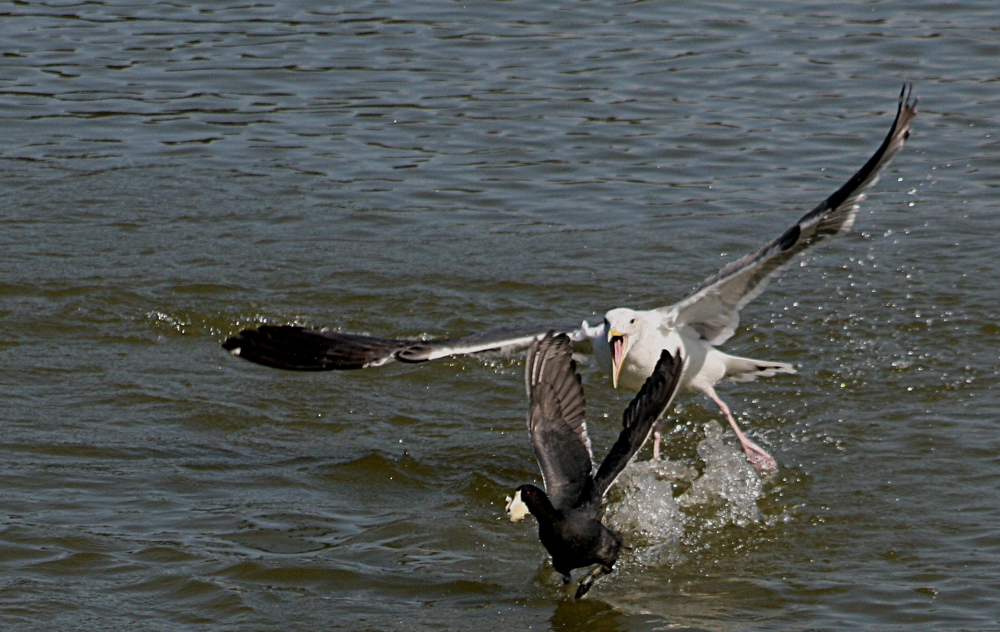
Gaviota atacando a una focha - esta gaviota probablemente va tras del pan u otro elemento de comida en el pico de esta focha americana, aunque grandes gaviotas de espalda negra son conocidas por matar y comer fochas americanas

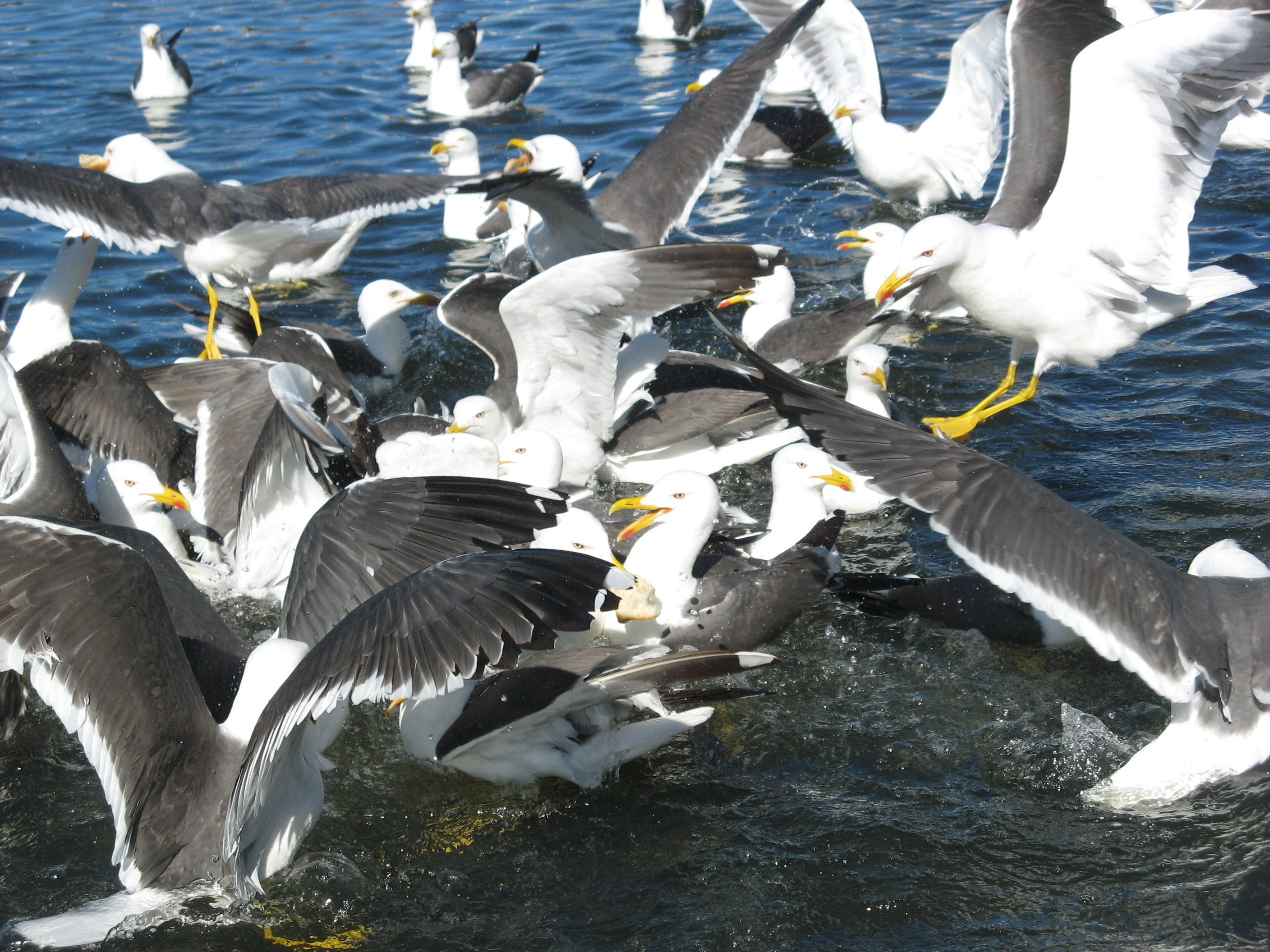
Gaviotas en un frenesí de alimentación

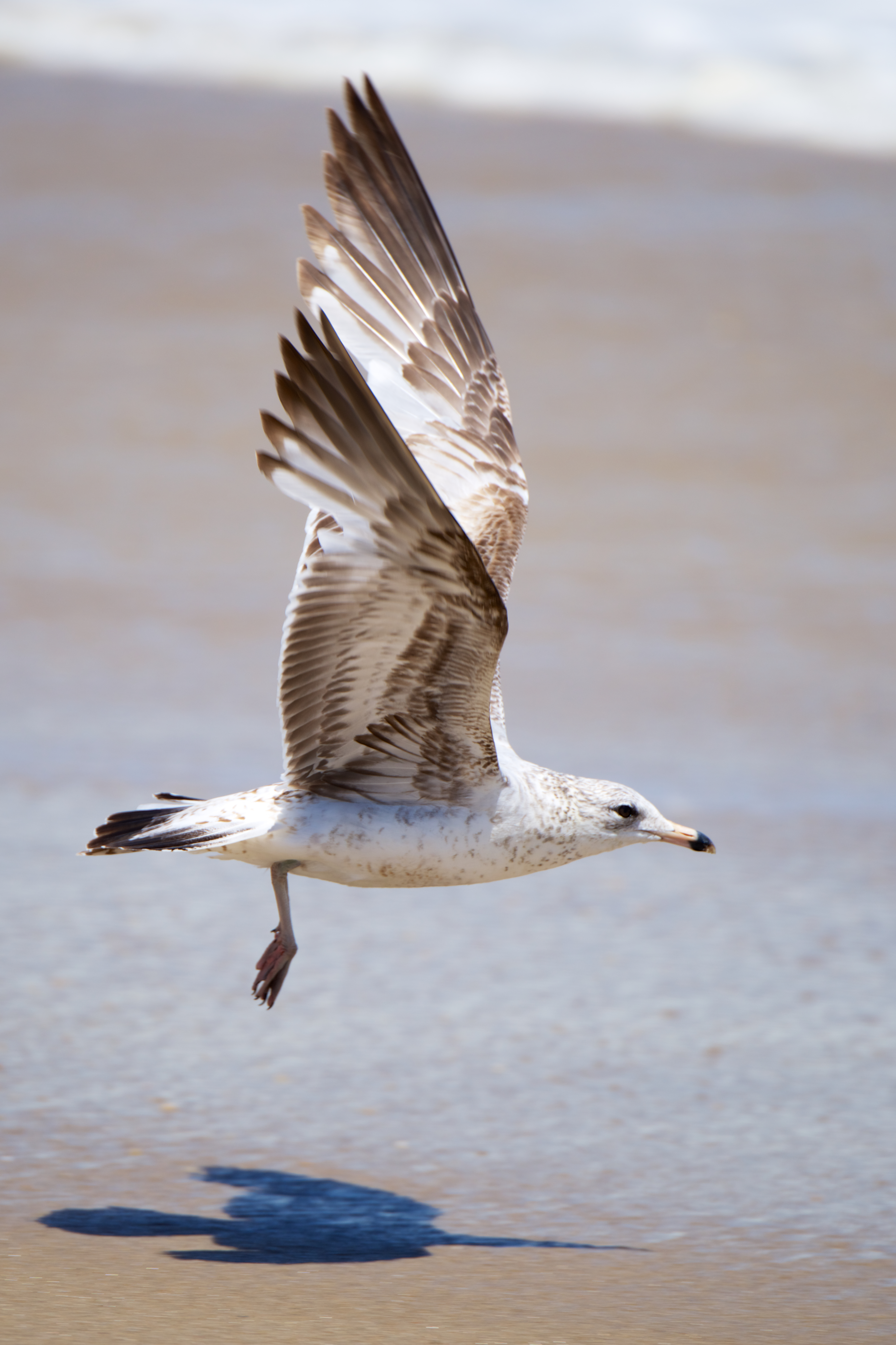
Gaviota de Delaware con plumaje juvenil en Gancho Arenoso, New Jersey

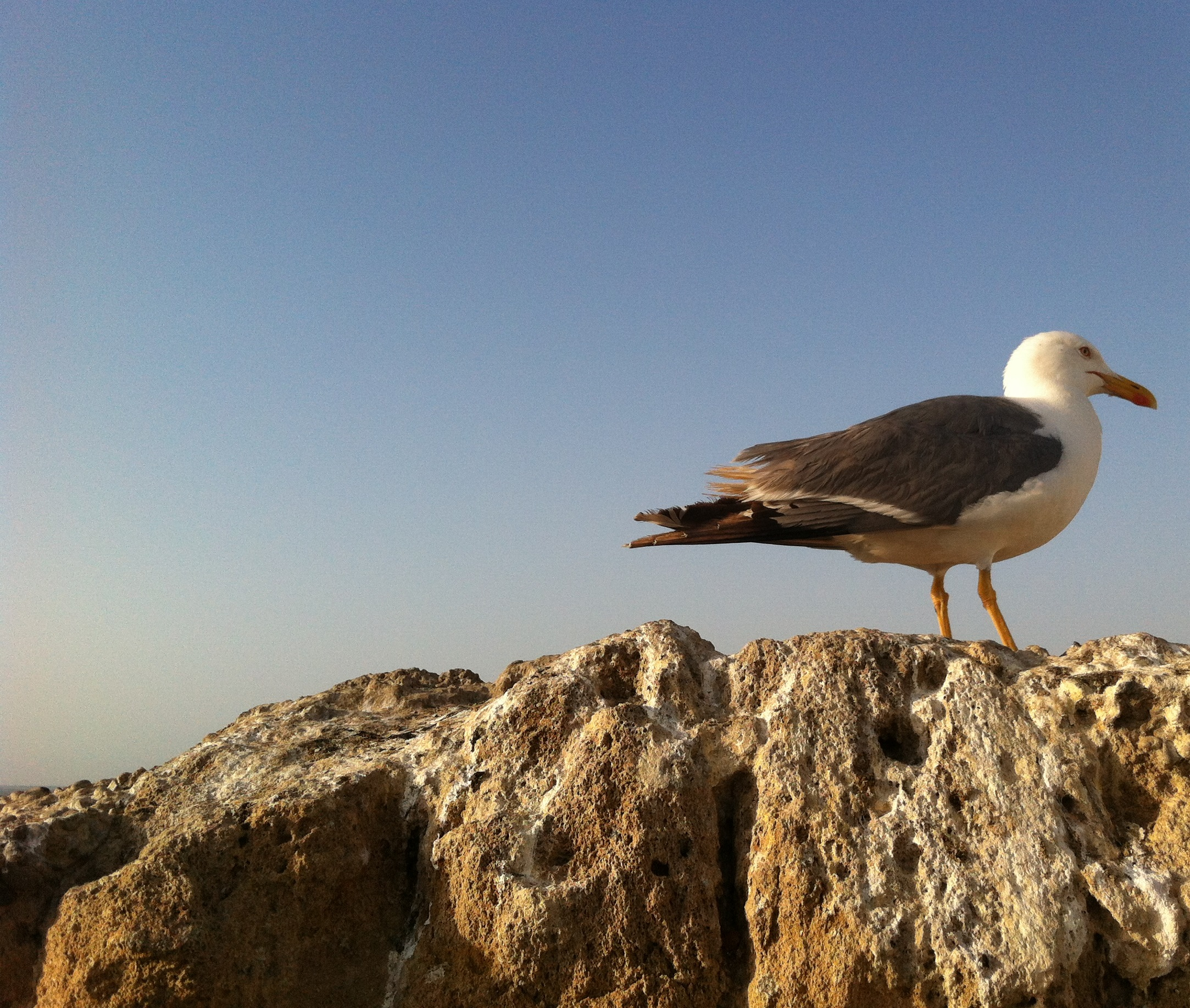
Gaviota en Essaouira, Marruecos

- Gaviota del Pacífico, Larus pacificus
- Gaviota peruana, Larus belcheri
- Gaviota cangrejera o de Olrog, Larus atlanticus
- Gaviota colinegra o gaviota japonesa, Larus crassirostris
- Gaviota mexicana, Larus heermanni
- Gaviota común o gaviota cana, Larus canus
- Gaviota de Delaware , Larus delawarensis
- Gaviota de California, Larus californicus
- Gavión atlántico, Larus marinus
- Gaviota dominicana o gaviota cocinera, Larus dominicanus
  - Gaviota del Cabo, Larus dominicanus vetula
- Gaviota aliglauca o gaviota de Bering, Larus glaucescens
- Gaviota occidental, Larus occidentalis
- Gaviota de Cortés o Gaviota pata amarilla, Larus livens
- Gaviota hiperbórea, Larus hyperboreus
- Gaviota groenlandesa, Larus glaucoides
  -  Gaviota de Kumlien, Larus glaucoides kumlieni
- Gaviota esquimal o de Thayer, Larus thayeri
- Gaviota argéntea, Larus argentatus
- Gaviota argéntea americana, Larus smithsonianus
- Gaviota del Caspio, Larus cachinnans
- Gaviota patiamarilla, Larus michahellis
- Gaviota vega o gaviota siberiana oriental, Larus vegae
- Gaviota armenia, Larus armenicus
- Gaviota de Kamchatka, Larus schistisagus
- Gaviota sombría, Larus fuscus
  - Gaviota de Heuglin, Larus (fuscus) heuglini

Genus Ichthyaetus
- Gaviota ojiblanca, Ichthyaetus leucophthalmus
- Gaviota cejiblanca, Ichthyaetus hemprichii
- Gavión cabecinegro, Ichthyaetus ichthyaetus
- Gaviota de Audouin, Ichthyaetus audouinii
- Gaviota cabecinegra, Ichthyaetus melanocephalus
- Gaviota relicta, Ichthyaetus relictus

Genus Leucophaeus
- Gaviota austral, Leucophaeus scoresbii
- Gaviota reidora americana, Leucophaeus atricilla
- Gaviota de Franklin, Leucophaeus pipixcan
- Gaviota fuliginosa, Leucophaeus fuliginosus
- Gaviota garuma o gaviota gris, Leucophaeus modestus

Genus Chroicocephalus
- Gaviota de plata, Chroicocephalus novaehollandiae
- Gaviota plateada neozelandesa o gaviota pico rojo, Chroicocephalus scopulinus
- Gaviota plateada surafricana o gaviota de Hartlaub, Chroicocephalus hartlaubii
- Gaviota capuchina, Chroicocephalus maculipennis
- Gaviota cabecigrís o de capucho gris, Chroicocephalus cirrocephalus
- Gaviota andina, Chroicocephalus serranus
- Gaviota maorí, Chroicocephalus bulleri
- Gaviota centroasiática o gaviota hindú, Chroicocephalus brunnicephalus
- Gaviota reidora, Chroicocephalus ridibundus
- Gaviota picofina, Chroicocephalus genei
- Gaviota de Bonaparte, Chroicocephalus philadelphia
- Gaviota de Saunders, Chroicocephalus saundersi

Genus Hydrocoloeus (Puede incluir Rhodostethia)
- Gaviota enana , Hydrocoloeus minutus

Genus Rhodostethia
- Gaviota de Ross, Rhodostethia rosea

Genus Rissa
- Gaviota tridáctila, Rissa tridactyla
- Gaviota piquicorta, Rissa brevirostris

Genus Pagophila
- Gaviota marfil, Pagophila eburnea

Genus Xema
- Gaviota de Sabine, Xema sabini

Genus Creagrus
- Gaviota de las Galápagos, Creagrus furcatus